# Luca De Benedittis
Luca De Benedittis (Nardò, 13 febbraio 1966) è uno sceneggiatore italiano.

## Biografia
Nato a Nardò da madre siciliana e padre salentino, si diploma al Liceo Classico "Dante Alighieri" di Casarano. Dopo la laurea in giurisprudenza conseguita presso l'Università "La Sapienza" di Roma, frequenta il Centro Sperimentale di Cinematografia, studiando con Agenore Incrocci, Suso Cecchi D'Amico e Vincenzo Cerami. Si diploma in sceneggiatura nel 1994 e comincia a lavorare in TV con la sitcom Due per Tre.
Inizia la sua carriera da sceneggiatore cinematografico nel 2000 con il lungometraggio Azzurro, scritto con il regista Denis Rabaglia. Successivamente nel maggio del 2003, fonda con Laura Soro, sociologa, criminologa e psicologa, la società Tracce, con la quale organizza corsi di sceneggiatura e regia cinematografica.
Ha collaborato con vari registi e autori del panorama italiano e svizzero, nella stesura di varie sceneggiature.

## Filmografia
- Azzurro, regia di Denis Rabaglia (2000)
- Marcello Marcello, regia di Denis Rabaglia (2008)
- Là-bas - Educazione criminale, regia di Guido Lombardi (2011)
- Appartamento ad Atene, regia di Ruggero Di Paola (2012)
- Take Five, regia di Guido Lombardi (2013)
- Taranta on the Road, regia di Salvatore Allocca (2017)
- Un nemico che ti vuole bene, regia di Denis Rabaglia (2018)
- Il ladro di giorni, regia di Guido Lombardi (2019)